# Sainte-Colombe (Altos-Alpes)
Sainte-Colombe é uma comuna francesa na região administrativa da Provença-Alpes-Costa Azul, no departamento de Altos-Alpes. Estende-se por uma área de 17,18 km². Em 2010 a comuna tinha 53 habitantes (densidade: 3,1 hab./km²).